# Les Roches-de-Condrieu
 Les Roches-de-Condrieu  es una población y comuna francesa, en la región de Ródano-Alpes, departamento de Isère, en el distrito de Vienne y cantón de Vienne-Sud.

## Demografía
| 1297 | 1534 | 1576 | 1728 | 1836 | 1819 |
| Para los censos de 1962 a 1999 la población legal corresponde a la población sin duplicidades (Fuente: INSEE [Consultar]) |      |      |      |      |      |